# San Miguel Yotao
San Miguel Yotao là một đô thị thuộc bang Oaxaca, México. Năm 2005, dân số của đô thị này là 632 người.